# Helena Bersohn-Lichtblau
Helena Bersohn-Lichtblau, Frieda Berson znana też jako Fajga, Frieda, Freda lub Fredzia (ur. 16 marca 1914 w Warszawie, zm. 25 czerwca 2003 w Izraelu) – polsko-żydowska, a następnie izraelska lekkoatletka, zawodniczka Żydowskiego Akademickiego Stowarzyszenia Sportowego Warszawa (1929–1933) oraz Maccabi Tel Awiw, wielokrotna mistrzyni Palestyny i Izraela w pchnięciu kulą i rzucie dyskiem.
Urodziła się w ortodoksyjnej żydowskiej rodzinie w Warszawie, jako dziewiąte, najmłodsze dziecko. Zawodniczka Żydowskiego Akademickiego Stowarzyszenia Sportowego Warszawa. W 1931 r., zdobyła mistrzostwo, a w 1933 r., wicemistrzostwo Warszawy. Zaliczona przez Polski Związek Lekkiej Atletyki (PZLA) jako zawodniczka I klasy w grudniu 1930 r. Reprezentowała Polskę na I Makabiadzie w Palestynie, w 1932 r. Polska reprezentacja zajęła tam drużynowo pierwsze miejsce. Sama Bersohn zdobyła pierwsze miejsce w rzucie dyskiem z wynikiem 31,45 m oraz drugie miejsce w pchnięciu kulą z wynikiem 8,57 m.
Do Palestyny emigrowała 4 lipca 1933, kontynuując tam karierę sportową i odnosząc kolejne sukcesy, w barwach Maccabi Tel Awiw. Była siedmiokrotną rekordzistką Palestyny, a następnie Izraela w pchnięciu kulą (kolejno w latach 1935–1941) i w rzucie dyskiem (1935–1941) oraz siedmiokrotną mistrzynią Palestyny i Izraela w pchnięciu kulą (1938, 1940, 1941, 1942, 1945, 1946, 1947), a także dziesięciokrotną mistrzynią Palestyny i Izraela w rzucie dyskiem (1937, 1938, 1939, 1940, 1941, 1942, 1945, 1946, 1947, 1948) i raz w rzucie oszczepem (1942).
Była żoną sprintera Erwina Lichtblaua, który osiadł w Palestynie po II Makabiadzie. Jej córką jest była reprezentantka Izraela w koszykówce, Aviva urodzona w 1943 r.